# Pseudomys occidentalis
Pseudomys occidentalis és una espècie de mamífer rosegador de la família dels múrids. És endèmic d'Austràlia. Es tracta d'un animal nocturn. El seu hàbitat natural són els matollars secs i els boscos que no han patit incendis en els últims 15 a 50 anys. És una espècie en risc mínim, és a dir, no sembla que hi hagi cap amenaça significativa per a la seva supervivència. El seu nom específic, occidentalis, significa ‘occidental’ en llatí.